# 메리 베스 필
메리 베스 필(Mary Beth Peil, 1940년 6월 25일 ~ )은 미국의 배우이다.

## 출연 작품
- 더 송 오브 스웨이 레이크 (2017)
- 콘테스트 (2013)
- 스몰, 뷰티풀리 무빙 파트 (2011)
- 홈레커 (2010)
- 굿 와이프 1 (2009)
- 미러 (2008)
- 더 리스트 (2007)
- 숏버스 (2006)
- 아버지의 깃발 (2006)
- 스텝포드 와이프 (2004)
- 별난 커플 2 (1998)
- 도슨의 청춘일기 (1998)
- 래클리스 (1995)
- 컴포터블 넘 (1995)
- 져지 걸 (1992)